# Chanz̄āb
Chanz̄āb (persiska: چنذاب) är en ort i Iran.   Den ligger i provinsen Ardabil, i den nordvästra delen av landet, 400 km nordväst om huvudstaden Teheran. Chanz̄āb ligger 1 845 meter över havet och antalet invånare är 174.
Terrängen runt Chanz̄āb är bergig. Runt Chanz̄āb är det ganska glesbefolkat, med 42 invånare per kvadratkilometer. Närmaste större samhälle är Shablū, 2,0 km nordost om Chanz̄āb. Trakten runt Chanz̄āb består i huvudsak av gräsmarker.